# 平江县人民政府
28°42′27″N 113°35′16″E / 28.707581°N 113.587902°E
平江县人民政府（简称平江县政府）是中华人民共和国湖南省岳阳市平江县的行政管理机关。现任县长是彭方建，2021年10月上任。

## 历任领导
| 姓名   | 就任日期   | 卸任日期   | 备注  |
| ------ | ---------- | ---------- | ----- |
| 彭先政 | 2004年12月 | 2007年1月  |       |
| 王洪斌 | 2007年1月  | 2013年3月  |       |
| 谢春生 | 2013年3月  | 2014年10月 |       |
| 黄伟雄 | 2014年10月 | 2021年8月  | [ 1 ] |
| 彭方建 | 2021年10月 |            | [ 2 ] |